# Џон Кучера
Џон Кучера (енгл. John Kucera; Калгари, Канада, 17. септембар 1984) је канадски алпски скијаш чешког порекла. Такмичи се у свим дисциплинама алпског скијања.
Скијшку каријеру је започео 17. децембра 1999. године ФИС трци у Канади. До 2004. учествовао је у тркама у јуниорској конкуренцији, на Светским првенствима за јуниоре 2003. и 2004..
Први наступ на Светском првенству имао је 19. јануара у Бормију 2005. Учествовао је и на Светском првенству у Ореу 2007. и Вал д'Изеру 2009. Највећи међународни успех му је злато у спусту на Светском првенству 2009..
Учествовао је на Зимским олимпијским играма 2006 у Торину, али без већег успеха.
Прву трку у Светском купу имао је 27. новембра 2004. у Лејк Луизу у Канади.
Пет пута је био првак Канаде (супервелеслалом 2006. и 2008, велеслалом 2006, суперкомбинација 2008. и спуст 2008).

## Резултати Џона Кучере

### Олимпијске игре
| Дисциплина / Такмичење | Торино 2006 |
| ---------------------- | ----------- |
| Спуст                  | 27          |
| супервелеслалом        | 22          |
| Комбинација            | 17          |

### Светска првенства
| Дисциплина / Такмичење | Француска 2003. (јунуори) | Марибор 2004 (јуниори) | Бормио 2005 | Оре 2007 | Вал д'Изер 2009 |
| ---------------------- | ------------------------- | ---------------------- | ----------- | -------- | --------------- |
| Спуст                  |                           | 12                     | 16          | 31       | 1               |
| Слалом                 |                           | 15                     |             |          |                 |
| велеслалом             | Ab.                       |                        | -           | 12       |                 |
| Супервелесллом         | 10                        | 20                     | 25          | 30       | 6               |
| Комбинација            |                           |                        | 9           | 32       |                 |

### Светски куп
- Најбољи пласман у генералном пласману: 13. у Светском купу 2007/08.
- Освојио 3 победничка постоља од тога 1 победу у каријери.

#### Пласмани у Светском купу
| Година/Пласман | Година/Пласман | Генерално | Генерално | Спуст   | Спуст  | Слалом  | Слалом | Велеслалом | Велеслалом | Супервелеслалом | Супервелеслалом | Комбинација | Комбинација |
| -------------- | -------------- | --------- | --------- | ------- | ------ | ------- | ------ | ---------- | ---------- | --------------- | --------------- | ----------- | ----------- |
| Година/Пласман | Година/Пласман | Пласман   | Бодови    | Пласман | Бодови | Пласман | Бодови | Пласман    | Бодови     | Пласман         | Бодови          | Пласман     | Бодови      |
| 2005           | 2005           | 100       | 31        | 52      | 7      | -       | -      | -          | -          | 51              | 2               | 12          | 22          |
| 2006           | 2006           | 81        | 57        | 49      | 10     | -       | -      | -          | -          | 37              | 15              | 24          | 32          |
| 2007           | 2007           | 23        | 370       | 38      | 47     | -       | -      | 15         | 87         | 3               | 194             | 22          | 42          |
| 2008           | 2008           | 13        | 528       | 17      | 164    | -       | -      | 10         | 173        | 12              | 159             | 31          | 32          |
| 2009           | 2009           | 24        | 363       | 19      | 143    | -       | -      | 50         | 5          | 9               | 138             | 13          | 77          |

#### Победе по сезонама
| Датум               | Место     | Дисциплина      |
| ------------------- | --------- | --------------- |
| 26. новембар, 2006. | Лејк Луиз | Супервелеслалом |